# Frank Carilao
Frank Patricio Carilao Pinto (Santiago, Chile, 21 de febrero de 1977) es un exfutbolista que jugaba de lateral, se retiró tras el Torneo Transición 2013 del fútbol chileno. Actualmente se desempeña como ayudante técnico de Deportes Linares.
.

## Carrera
Se formó en las inferiores de Universidad Católica pero debutó como profesional en Unión La Calera cuando este club estaba militando en la Tercera División pero en el año 2000 logró consagrarse campeón y lograr el ascenso a la Primera B. Continuo jugando por Unión La Calera hasta el 2005, siendo reconocido jugador revelación(2001)del fútbol chileno donde es transferido a Everton de Viña del Mar.
En Everton jugó por primera vez en Primera División durante 2005 y 2006 pero luego en 2007 recala en Deportes La Serena. Luego de su paso por Deportes La Serena regresa a jugar en la Primera B el 2008 pero esta vez por el recién ascendido San Marcos de Arica. En San Marcos se convirtió en figura y goleador pese a ser lateral, fue el mejor del año en su puesto, incluso llegó a ser el capitán del equipo.
Finalizado el torneo de Torneo de Clausura de la Primera B no llega a acuerdos con San Marcos de Arica y pese a tener ofertas de Primera División ficha por Santiago Wanderers de Valparaíso club también perteneciente a la Primera B de Chile. El 1 de diciembre de 2008 es presentado junto a otros refuerzos en la sede del club para ser parte del Torneo 2009 de la Primera B. Tras un año bastante regular logra un nuevo ascenso junto con Santiago Wanderers como vicecampeón de la serie de ascenso tras vencer a San Luis de Quillota en la final de ascenso, vuelve a ser reconocido como el mejor en su puesto. Una semana después de logrado su ascenso con el equipo caturro se confirma que no continua en el equipo. Tras un mes del ascenso logrado con Wanderers ficha en un nuevo club de la Primera B, el recién descendido Municipal Iquique.

## Clubes
| Club                | País  | Temporadas |
| ------------------- | ----- | ---------- |
| Unión La Calera     | Chile | 1999-2004  |
| Everton             | Chile | 2005-2006  |
| Deportes La Serena  | Chile | 2007       |
| San Marcos de Arica | Chile | 2008       |
| Santiago Wanderers  | Chile | 2009       |
| Deportes Iquique    | Chile | 2010       |
| Unión Temuco        | Chile | 2011       |
| Santiago Morning    | Chile | 2012-2013  |

## Palmarés

### Campeonatos nacionales
| Título     | Club             | País  | Año  |
| ---------- | ---------------- | ----- | ---- |
| Primera B  | Deportes Iquique | Chile | 2010 |
| Copa Chile | Deportes Iquique | Chile | 2010 |